# Socken (Kirchspiel)
Socken (schwedisch, finnisch pitäjä) ist die Bezeichnung eines Kirchspiels, d. h. der kleinsten territorialen kirchlichen Einheit, in Schweden und Finnland.
Die kirchliche Einteilung in Kirchspiele wurde im 12. und 13. Jahrhundert vorgenommen und gründet sich teilweise auf ältere, vorchristliche territoriale Einheiten. Die Kirchspiele übernahmen schon während des Mittelalters nicht-kirchliche Verwaltungsaufgaben, die im 17. Jahrhundert ausgeweitet wurden. Beschlussfassendes Organ war die Gemeindeversammlung, schwedisch sockenstämma, deren Vorsitzender der Pastor war. 1843 wurde eine Trennung zwischen ziviler und kirchlicher Verwaltung vorgenommen, indem ein Gemeinderat (sockenstämma) die bürgerlichen Angelegenheiten und ein Kirchenrat (kyrkoråd) die kirchlichen Angelegenheiten behandelte. In der Gemeindereform von 1862 wurde diese Trennung endgültig gefestigt, indem die bürgerliche Verwaltung der neugebildeten Landgemeinde (landskommun) übertragen wurde, während für die kirchliche Verwaltung die Kirchengemeinde (församling) gebildet wurde. In der Gemeindereform von 1952 wurde diese Einteilung schließlich aufgehoben. In der heutigen Verwaltungssprache wird nunmehr in der Regel församling als Bezeichnung für die Kirchengemeinde verwendet, doch hat sich das Wort socken zur Bezeichnung der alten territorialen Einheiten erhalten.
Finnland, das seit dem 12. Jahrhundert ein Teil Schwedens war, behielt das schwedische Verwaltungssystem zunächst bei, auch nachdem es 1809 zu einem Großfürstentum unter russischer Herrschaft geworden war. Auf Finnisch waren die Kirchspiele unter der Bezeichnung pitäjä bekannt. Erst durch eine Verwaltungsreform im Jahr 1865 wurde die kommunale Verwaltung von der Kirchenverwaltung getrennt und die politische Gemeinde (finnisch kunta, schwedisch kommun) als zivile Selbstverwaltungseinheit eingeführt.